# Джон Гюттнер
Джон Гюттнер (англ. John Huettner, 21 жовтня 1906 — 4 серпня 1970) — американський яхтсмен.
Олімпійський чемпіон 1932 року в класі 8 метрів.